# Prunus australis
Prunus australis är en rosväxtart som först beskrevs av Y, Uuml och Lu, och fick sitt nu gällande namn av Qian Hai Chen. Prunus australis ingår i släktet prunusar, och familjen rosväxter. Inga underarter finns listade i Catalogue of Life.